# Haselau
Haselau ist eine Gemeinde im Kreis Pinneberg in Schleswig-Holstein. Heisterfeld, Audeich, Altendeich, Kreuzdeich und Hohenhorst liegen im Gemeindegebiet.

## Geografie und Verkehr
Haselau liegt etwa 10 km südlich von Elmshorn und 10 km westlich von Pinneberg in ländlicher Umgebung. Östlich verläuft die Bundesstraße 431 von Wedel nach Elmshorn.
Die Gemeinde liegt an der Unterelbe und der Pinnau in der Haseldorfer Marsch. Haselau grenzt an die Gemeinden Hetlingen, Haseldorf, Heist und Moorrege. Der Ort besteht aus dem Dorf Haselau und den Dörfern Hohenhorst und Altendeich.

## Geschichte
Die erste urkundliche Erwähnung erfolgte 1224 mit den Rittern Haselau, das älteste Gebäude ist die im 14. Jahrhundert errichtete Kirche. Haselaus Heilig-Dreikönigs-Kirche hat die älteste Glocke des Kreises Pinneberg, die kleine Stundenglocke stammt aus dem 13. Jahrhundert. Die Burg wurde zum Beginn des 15. Jahrhunderts aufgegeben, heute erinnern nur noch ihre Überreste und der Burggraben an das Adelsgeschlecht.
Das 1251 erstmals urkundlich erwähnte Kirchspiel Haselau ging aus dem in den Elbfluten untergegangenen Kirchspiel Bishorst hervor. Die Kirche des Dorfes Bishorst wurde 1532, der Rest 1745 durch Sturmfluten zerstört.
In Haselau ansässig ist Elke Andiél, Opern- und Operettensängerin sowie Interpretin des Klassischen Liedes und Musikpädagogin.

## Politik

### Gemeindevertretung
Bei der Kommunalwahl am 14. Mai 2023 wurden insgesamt elf Sitze vergeben. Von diesen erhielt die CDU sechs Sitze und die Freie Wählergemeinschaft Haselau erhielt fünf Sitze.

### Wappen
Blasonierung: „In Silber ein blauer Wellenbalken zwischen drei 2 : 1 gestellten Früchten des Haselstrauches mit roten Nüssen und grünen Hüllblättern.“

## Kultur und Sehenswürdigkeiten

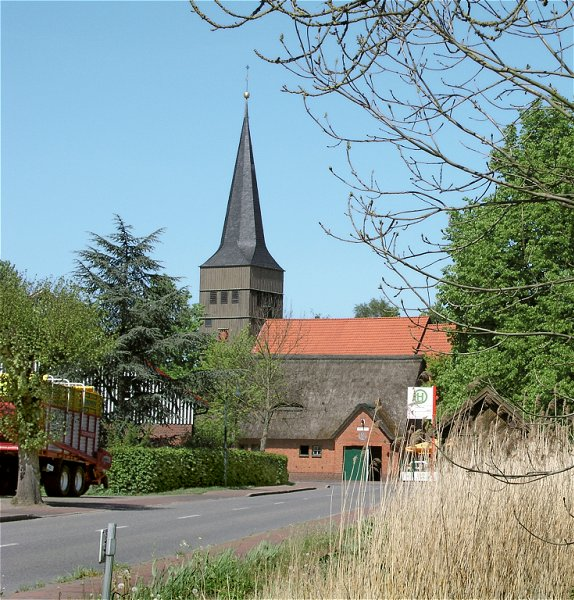
Dorfmitte mit Dreikönigskirche

Die Dreikönigskirche liegt in einem kleinen, parkähnlichen Kirchhof. Im Inneren beherbergt die Kirche einen  Altar von Christian Precht im Stil des norddeutschen Barock. Der Altar wird ergänzt durch ein großes Deckengemälde von Hinrich Stuhr aus dem Jahr 1685 und eine  hölzerne Kanzel aus dem Jahr 1641.
Haselau hat ein Dorfmuseum, die Historische Sammlung Haselau. Hier werden alte Handwerksgeräte und alte Haushaltsgegenstände gesammelt und von einer Gruppe Ehrenamtlicher aufbereitet. Erhalten ist das historische Burggrabengelände um den alten Burggraben. Hier standen einmal die Burg der Ritter von Haselau und später ein Herrenhaus, das wegen Baufälligkeit abgerissen wurde.
Unmittelbar vor der Kirche befindet sich die historische Hengststation des Holsteiner Verbandes. Sie ist die älteste in Betrieb befindliche Hengststation in Schleswig-Holstein, gegründet 1906.
Im Ortsteil Hohenhorst befindet sich die Freizeitanlage Deekenhörn mit einem Teich nahe dem Elbdeich.
Westlich des Elbdeiches bis zur Gemeindegrenze in Elbmitte befinden sich Teile der Naturschutzgebiete Haseldorfer Binnenelbe mit Elbvorland und Elbinsel Pagensand im Gemeindegebiet. Östlich des Elbdeiches liegt Haselau fast vollständig im Landschaftsschutzgebiet Pinneberger Elbmarschen. Ein kleinerer Teil liegt im Landschaftsschutzgebiet LSG des Kreises Pinneberg. Die Pinnau mit ihren Uferbereichen und die Elbe einschließlich der beiden Naturschutzgebiete bis zur Flussmitte sind Teil des europäischen NATURA 2000-Schutzgebietes FFH-Gebiet Schleswig-Holsteinisches Elbästuar und angrenzende Flächen.

## Wirtschaft
Haselau verfügt über eine Gastwirtschaft mit Hotel im Ortsteil Haselau. Eine weitere Gastwirtschaft und drei Cafés befinden sich im Ortsteil Hohenhorst.

## Persönlichkeiten
- Werner Winter (* 25. Oktober 1923 in Haselau; † 7. August 2010 in Preetz), Indogermanist, Sprachwissenschaftler und Hochschullehrer
- Hans Jakob Kruse (* 9. Oktober 1929 in Hohenhorst; † 4. Februar 2014 in Hamburg), Manager, Politiker und Mitglied in der Hamburgischen Bürgerschaft